# Harold Mabern
Harold Mabern Jr. (Memphis, 20 maart 1936 — New York, 17 september 2019) was een Amerikaans jazzpianist, componist en muziekdocent.

## Biografie
Mabern werd geboren op 20 maart 1936 te Memphis in de Amerikaanse staat Tennessee als de zoon van Harold Mabern Sr. en Elnora Smith. Na zijn middelbare school verhuisde hij naar Chicago om aldaar te gaan spelen in een band geleid door trompettist Frank Strozier. Later ging hij naar de American Conservatory of Music (ACM) in Chicago. In 1959 verhuisde hij, op 23-jarige leeftijd, naar New York. Aldaar kwam hij in contact met multi-instrumentalist Julian "Cannonball" Adderley die hem uitnodigde voor een optreden in de bekende jazzclub Birdland. Hierna werkte hij samen met onder andere Miles Davis en Lionel Hampton. In 1968 bracht hij zijn eerste album uit A Few Miles From Memphis bij platenmaatschappij Prestige Records en in datzelfde jaar bracht hij Rakin' and Scrapin' uit. In de jaren-70 en 80 was Mabern vooral actief als ondersteunend artiest. Maar een platencontract in 1989 met DIW Records resulteerde in een carrière als bandleider. In zijn laatste jaren gaf hij frequent optredes in New Yorkse clubs, vooral jazzclub Smoke. Mabern heeft zijn vier laatste albums voor club Smoke's eigen platenlabel opgenomen.

### Overlijden
Mabern is op 19 september 2019 overleden aan de gevolgen van een hartaanval. Harold Mabern Jr. is 83 jaar oud geworden.

## Discografie
| Artiest / band | Albumnaam                            | Type Album                        | Platenmaatschappij                | Code                              | Jaar                              |
| Albums | Albums                               | Albums                            | Albums                            | Albums                            | Albums                            |
| • A Few Miles From Memphis (1968) | • A Few Miles From Memphis (1968)    | • A Few Miles From Memphis (1968) | • A Few Miles From Memphis (1968) | • A Few Miles From Memphis (1968) | • A Few Miles From Memphis (1968) |
| --- | ------------------------------------ | --------------------------------- | --------------------------------- | --------------------------------- | --------------------------------- |
| Harold Mabern | A Few Miles From Memphis             | (LP, Album)                       | Prestige                          | PR7568                            | 1969                              |
| Harold Mabern | Walkin' Back                         | (LP, RE)                          | JazzLand                          | Jazz 8                            | 1969                              |
| • Rakin' and Scrapin' (1969) |                                      |                                   |                                   |                                   |                                   |
| Harold Mabern | Rakin' and Scrapin'                  | (LP, Ste)                         | Prestige                          | PR7624                            | 1969                              |
| Harold Mabern | Rakin' and Scrapin'                  | (LP, Album, RE, RM)               | Original Jazz Classics Prestige   | OJC-330, P-7624                   | 1988                              |
| • Workin' & Waillin' (1969) |                                      |                                   |                                   |                                   |                                   |
| Harold Mabern | Workin' and Waillin'                 | (LP, Album)                       | Prestige                          | PRST 7687                         | 1969                              |
| Harold Mabern | Workin' & Waillin'                   | (LP, RE)                          | Prestige                          | PR 7687                           | 1972                              |
| • Greasy Kid Stuff! (1970) |                                      |                                   |                                   |                                   |                                   |
| Harold Mabern | Greasy Kid Stuff!                    | (LP)                              | Prestige                          | PRST 7764                         | 1970                              |
| Harold Mabern | Greasy Kid Stuff!                    | (CD, Album, RE, RM, Pap)          | Prestige                          | UCCO-9478                         | 2008                              |
| Harold Mabern | Greasy Kid Stuff!                    | (CD, Album, RE, RM)               | Prestige                          | UCCO-90113                        | 2012                              |
| Harold Mabern | Greasy Kid Stuff!                    | (CD, Album, Ltd, RE)              | Prestige                          | UCCO-90285                        | 2014                              |
| • Pisces Calling (1980) |                                      |                                   |                                   |                                   |                                   |
| Harold Mabern | Pisces Calling                       | (LP, Album)                       | Trident                           | TRS-506                           | 1980                              |
| • Joy Spring (1985) |                                      |                                   |                                   |                                   |                                   |
| Harold Mabern | Joy Spring                           | (LP, Album)                       | Sackville Recordings              | 2016                              | 1985                              |
| Harold Mabern | Joy Spring                           | (CD, Album)                       | Sackville Recordings              | SKCD2-2016                        | 1985                              |
| • Straight Street (1991) |                                      |                                   |                                   |                                   |                                   |
| Harold Mabern | Straight Street                      | (CD, Album)                       | DIW                               | DIW-608                           | 1991                              |
| • The Leading Man (1993) |                                      |                                   |                                   |                                   |                                   |
| Harold Mabern | The Leading Man                      | (CD Album)                        | DIW                               | DIW-876                           | 1993                              |
| Harold Mabern | The Leading Man                      | (CD Album)                        | Columbia                          | 477288 2                          | 1993                              |
| Harold Mabern | The Leading Man                      | (CD Album)                        | Columbia                          | CK 66148                          | 1993                              |
| • Memphis Piano Convention (1993) |                                      |                                   |                                   |                                   |                                   |
| Donald Brown, Harold Mabern, Mulgrew Miller, Charles Thomas, James Williams, Russell Wilson                                                                                                | Memphis Piano Convention             | (CD, Album)                       | DIW                               | DIW-613                           | 1993                              |
| James Williams, Calvin Newborn, Bill Mobley, Bill Easley, George Coleman, Lewis Keel, Herman Green, Donals Brown, Harold Mabern, Mulgrew Miller, Charles Thomas, Jamil Nasser, Tony Reedus | Memphis Piano Convention             | (CD, Album)                       | DIW                               | DIW-874                           | 1993                              |
| • Straight Up (1993) |                                      |                                   |                                   |                                   |                                   |
| Eric Alexander, Harold Mabern | Straight Up                          | (CD, Album)                       | Delmark Records                   | DE 461                            | 1993                              |
| • For Phineas (1995) |                                      |                                   |                                   |                                   |                                   |
| Harold Mabern, Geoff Keezer | For Phineas                          | (CD, Album)                       | Sackville Recordings              | SKCD2-2014                        | 1995                              |
| • Season of Ballads (1997) |                                      |                                   |                                   |                                   |                                   |
| Donald Brown, Charles Thomas, Harold Mabern, Ray Drummond, Alan Dawson | Seasons of Ballads                   | (CD, Album)                       | Space Time Records                | BG 9703                           | 1997                              |
| • Mode for Mabes (1998) |                                      |                                   |                                   |                                   |                                   |
| Eric Alexander, Harold Mabern | Mode for Mabes                       | (CD, Album)                       | Delmark Records                   | DE-500                            | 1998                              |
| • Misty (2007) |                                      |                                   |                                   |                                   |                                   |
| Harold Mabern | Misty                                | (CD, Album, RM)                   | Venus Records                     | TKCV 35407                        | 2007                              |
| Harold Mabern | Misty                                | (LP, Album)                       | Venus Records                     | TKJV-19197                        | 2008                              |
| Harold Mabern | Misty                                | (CD, Album, Ltd, RE, RM, Pap)     | Venus Records                     | VHCD-3025                         | 2008                              |
| Harold Mabern | Misty                                | (CD, Album, Ltd, RE, RM, Pap)     | Venus Records                     | VHCD-78015                        | 2010                              |
| • New York Accent - Live at The Kitano (2007) |                                      |                                   |                                   |                                   |                                   |
| Mike DiRubbo Quartet ft. Harold Mabern | New York Accent - Live at The Kitano | (CD, Album)                       | Cellar Live                       | CL 122506                         | 2007                              |
| • Live at Smalls (2012) |                                      |                                   |                                   |                                   |                                   |
| Harold Mabern | Live at Smalls                       | (CD, Album)                       | SmallsLIVE                        | SL0032                            | 2012                              |
| • Super Prime Time (2012) |                                      |                                   |                                   |                                   |                                   |
| Joe Farnsworth ft. Eric Alexander, Harold Mabern, Nat Reeves | Live at The Kitano                   | (CD, Album)                       | Cellar Live                       | CL 122506                         | 2007                              |
| • Right On Time (2014) |                                      |                                   |                                   |                                   |                                   |
| Harold Mabern | Right On Time                        | (CD, Album)                       | Smoke Sessions Records            | SSR-1402                          | 2014                              |
| • Afro Blue (2015) |                                      |                                   |                                   |                                   |                                   |
| Harold Mabern | Afro Blue                            | (CD, Album)                       | Smoke Sessions Records            | SSR-1503                          | 2015                              |
| Harold Mabern | Afro Blue                            | (LP, Album, Aud)                  | Smoke Sessions Records            | SSR-1503-1                        | 2016                              |
| Harold Mabern | Afro Blue                            | (CD, Album, Unofficial)           | Smoke Sessions Records            | SSR-1503                          | Onbekend                          |
| • Blue Canvas (2016) |                                      |                                   |                                   |                                   |                                   |
| Brandi Disterheft ft. Harold Mabern & Joe Fransworth | Blue Canvas                          | (CD, Album)                       | Justin Time                       | JUST 255-2                        | 2016                              |
| • To Love and Be Loved (2017) |                                      |                                   |                                   |                                   |                                   |
| Harold Mabern | To Love and Be Loved                 | (CD, Album)                       | Justin Time                       | SSR-1706                          | 2017                              |
| • The Iron Man: Live at Smoke (2018) |                                      |                                   |                                   |                                   |                                   |
| Harold Mabern | The Iron Man: Live at Smoke          | (CD, Album)                       | Smoke Sessions Records            | SSR-1807                          | 2018                              |
| Singles |                                      |                                   |                                   |                                   |                                   |
| • Rakin' and Scrapin' (1968) |                                      |                                   |                                   |                                   |                                   |
| Harold Mabern | Rakin' and Scrapin'                  | (Single)                          | Prestige                          | 45-720                            | 1968                              |
| • I Want You Back / Sister Janie (2016) |                                      |                                   |                                   |                                   |                                   |
| Harold Mabern / Funk Inc. | I Want You Back / Sister Janie       | (Single)                          | Prestige                          | BGPS 049                          | 2016                              |

- Bibsys: 4039636
- Bibliothèque nationale de France: cb13896902f (data)
- CiNii: DA16489486
- Gemeinsame Normdatei: 134574842
- International Standard Name Identifier: 0000 0000 8362 4580
- Library of Congress Control Number: n79150108
- MusicBrainz: b33420e0-1eba-4fa1-9d5c-3a8d8af79ee8
- Nationale bibliotheek van Australië: 35589882
- Réseau des bibliothèques de Suisse occidentale: 02-A003541881
- Istituto Centrale per il Catalogo Unico: LO1V268669
- SNAC: w6q383d1
- Système universitaire de documentation: 127412638
- Trove: 1006214
- Virtual International Authority File: 19866053